# Onthophagus vlasovi
Onthophagus vlasovi é uma espécie de inseto do género Onthophagus, família Scarabaeidae, ordem Coleoptera.
Foi descrita cientificamente por Medvedev em 1958.